# Bill Jones
Pour les articles homonymes, voir Bill Jones (homonymie) et Jones.
Bill Jones (né le 18 mars 1966 à Detroit, Michigan) est un ancien joueur américain de basket-ball, évoluant au poste d'ailier.

## Carrière

### Distinctions
- Meilleur marqueur du championnat de France 1990-1991
- Meilleur marqueur du championnat de France 1991-1992